# Gare de Didouche Mourad
La gare de Didouche Mourad est une gare ferroviaire algérienne située sur le territoire de la commune de Didouche Mourad, dans la wilaya de Constantine.

## Situation ferroviaire
La gare est située dans le centre-ville de Didouche Mourad, sur la ligne d'Alger à Skikda où elle est précédée de la gare de Kef Salah et suivie de celle de Zighoud Youcef.

## Histoire
Lors de la colonisation, la gare portait le nom de gare de Bizot.

## Service des voyageurs

### Desserte
La gare de Didouche Mourad est desservie par les trains régionaux des liaisons :
- Constantine - Jijel[1] ;
- Constantine - Skikda[2] ;
- Constantine - Zighoud Youcef[3].